# 佐倉美咲
佐倉美咲 （さくら みさき、12月31日 - ）は日本の女優、アイドル。
広島県出身。血液型A型。ダンスチーム「Pink Butterfly」に2014年まで所属。
現在スポーツクラブや介護施設、タレント事務所にてタップダンス、ジャズダンス、キッズヒップホップ、ストレッチ、エクササイズのインストラクターとして活動中。

## 人物
女優を目指し高校卒業後広島から上京。
当時の髪型は黒髪のセミロングで清純派アイドルとして、その愛くるしい容姿、演技力共に多数のファンから支持されていたが、2007年頃惜しくも当時の所属事務所を引退。

## 出演

### 映画
- 「街霊」主演

### ドラマ
- DVDドラマ「恋のカレンダー」主演
- NHK広島75周年記念PRスポット「山本家ミニドラマ」主演

### CM
- 「田中学習会」
- 「J‐COM」
- 任天堂ゲームボーイアドバンス版「千年家族」
- 任天堂DSソフトSEGA「なるほ堂 ピクトイメージ」

### ラジオ
- FMちゃお